# Frinis de Mitilene
Frinis fue un poeta y músico griego del siglo V  (500 - 416 a. C.). Originario de Mitilene, fue discípulo de Aristóclito, y descendiente de Terpandro.
En Atenas obtuvo el premio en el festival de las Panateneas durante el arcontado de Calias en 445 a. C. Frinis añadió dos cuerdas a las siete que ya tenía la cítara, y trató de hallar nuevas combinaciones que enriquecieran la expresión musical, con técnicas de modulación.
Al igual que su colega Timoteo de Mileto, Frinis se esforzó en constituir la música como arte independiente, separándola de la poesía, por lo que fue objeto de las burlas de los poetas cómicos, especialmente de Ferécrates y de Aristófanes, de lo cual no hay mucha certeza, ya que este músico se destacaba también en los recitados ditirámbicos.